# Laurel (Maryland)
Laurel es una ciudad ubicada al noreste de Washington D. C., en el Condado de Prince George (Maryland). La ciudad es adyacente a otros tres condados: Anne Arundel, Howard y Montgomery. En 2000, la ciudad tenía una población de 19.960 habitantes.

## Historia
Originalmente llamada "Fabrica Laurel" por sus habitantes de los siglos XVIII y XIX, el nombre fue recortado en "Laurel" hacia 1875. Laurel fue incorporada como municipalidad en 1870, y reincorporada en 1890, al momento en que sus calles fueron pavimentadas y se instaló una nueva planta eléctrica.
El 15 de mayo de 1972, el gobernador George Wallace de Alabama, mientras hacía campaña por la nominación presidencial del Partido Demócrata, sufrió un atentado y quedó paralizado.

## Demografía
Según el censo de 2000, la ciudad cuenta con 19.960 habitantes, 8.931 hogares y 4.635 familias residentes. La densidad de población es de 2.038,8 hab/km² (5.280,2 hab/mi²). Hay 9.506 unidades habitacionales con una densidad promedio de 971,0 u.a./km² (2.514,7 u.a./mi²). La composición racial de la población de la ciudad es 52,24% Blanca, 34,50% Afroamericana, 0,38% Nativa americana, 6,89% Asiática, 0,21% De las islas del Pacífico, 2,30% de Otros orígenes y 3,47% de dos o más razas. El 6,24% de la población es de origen hispano o latino cualquiera sea su raza de origen.
De los 8.931 hogares, en el 26,7% de ellos viven menores de edad, 33,9% están formados por parejas casadas que viven juntas, 13,3% son llevados por una mujer sin esposo presente y 48,1% no son familias. El 37,4% de todos los hogares están formados por una sola persona y 5,2% de ellos incluyen a una persona de más de 65 años. El promedio de habitantes por hogar es de 2,22 y el tamaño promedio de las familias es de 2,97 personas.
El 22,0% de la población de la ciudad tiene menos de 18 años, el 8,6% tiene entre 18 y 24 años, el 42,9% tiene entre 25 y 44 años, el 19,7% tiene entre 45 y 64 años y el 6,7% tiene más de 65 años de edad. La edad media es de 34 años. Por cada 100 mujeres hay 93,2 hombres y por cada 100 mujeres de más de 18 años hay 90,3 hombres.
La renta media de un hogar de la ciudad es de $49.415, y la renta media de una familia es de $58.552. Los hombres ganan en promedio $37.966 contra $35.614 por las mujeres. La renta per cápita en la ciudad es de $26.717. 6,4% de la población y 4,3% de las familias tienen rentas por debajo del nivel de pobreza. De la población total bajo el nivel de pobreza, el 7,8% son menores de 18 y el 6,4% son mayores de 65 años.

## Medios de comunicación
La comunidad tiene dos periódicos locales: The Laurel Leader y The Laurel Gazette. La estación de radio Radio Novecientos emite en castellano.
- Datos: Q755275
- Multimedia: Laurel, Maryland / Q755275